# Ypthima albescens
Ypthima albescens är en fjärilsart som beskrevs av Gustave Arthur Poujade 1885. Ypthima albescens ingår i släktet Ypthima och familjen praktfjärilar. Inga underarter finns listade i Catalogue of Life.